# 杨泽翔
杨泽翔（1994年12月14日—），中国足球运动员，2024年時效力于上海申花足球俱乐部，司职右后卫。楊澤翔曾在中國的多支足球俱樂部效力。

## 荣誉
上海申花足球俱乐部
- 中國足協盃: 2023年中国足协杯冠军
- 中国足球协会超级杯: 2024年中国足球协会超级杯冠军